# Глиноецк
Глиноецк (пол. Glinojeck) — город в Польше, входит в Мазовецкое воеводство, Цеханувский повят. Имеет статус городско-сельской гмины. Занимает площадь 7,37 км². Население 2809 человек (на 2022 год).

## Известные жители и уроженцы
- Болеслав Енджеёвский — польский революционер, социалист, а также активист борьбы за независимость Польши. Был соратником Юзефа Пилсудского.